# Marlies Engel
Marlies Engel (* 16. April 1943 in Hamburg) ist eine deutsche Schauspielerin.

## Leben
Marlies Engel wuchs in Hamburg auf. Nach der Mittleren Reife absolvierte sie, ebenfalls in Hamburg, eine Schauspielausbildung. Ihr erstes festes Theaterengagement hatte sie von 1963 bis 1966 am Stadttheater Flensburg. Von 1966 bis 1972 war sie Ensemblemitglied am Thalia-Theater in Hamburg. Gastverträge hatte Engel am Burgtheater und am Akademietheater in Wien. In der Spielzeit 1972/73 gastierte sie am Renaissance-Theater in Berlin.
Auf der Bühne spielte Engel ein breites Repertoire, das Stücke von William Shakespeare, die deutschen Autoren der Klassik und Romantik, das Theater der Jahrhundertwende, aber auch Stücke der Moderne und des zeitgenössischen Theaters umfasste.
Sie spielte unter anderem die Rosalinde in Wie es euch gefällt, die Hero in Viel Lärm um nichts, beide Stücke von William Shakespeare, das Gretchen in Faust von Johann Wolfgang von Goethe, die Prinzessin Eboli in Don Carlos von Friedrich Schiller, die Solveig in Peer Gynt, die Regine in Gespenster und die Hilde in Baumeister Solness, alle von Henrik Ibsen, die Titelrolle in Die heilige Johanna von George Bernard Shaw und die Mrs. Molloy in dem Musical Hello Dolly! von Jerry Herman.
Bekanntheit erlangte Marlies Engel vor allem durch ihre zahlreichen Fernsehrollen. Sie übernahm dabei mehrere durchgehende Serienrollen, wiederkehrende Episodenrollen und auch Gastrollen.
Erste Fernsehrollen spielte Engel bereits in den 1960er Jahren. Ab den 1970er Jahren war sie dann regelmäßig in Fernsehfilmen und Fernsehserien zu sehen.
Engel wirkte in durchgehenden und wiederkehrenden Serienrollen unter anderem in den Serien St. Pauli Landungsbrücken und Elbflorenz mit. Außerdem war sie als Frau Tschirner in Mona M. – Mit den Waffen einer Frau und als Anna Bold in Der Landarzt zu sehen.
Besondere Bekanntheit im Fernsehen erlangte Engel als Oberschwester Gisela in der Sat.1-Fernsehserie Alphateam – Die Lebensretter im OP, die sie ohne Unterbrechung von 1996 bis 2005 in über 250 Folgen der Serie spielte.
Als bodenständige norddeutsche Landfrau Stine Hansen spielte sie 2006 und 2007 an der Seite von Rolf Becker in den ARD-Fernsehfilmen Eine Robbe zum Verlieben und in der Fortsetzung Eine Robbe und das große Glück. Das ZDF besetzte Engel außerdem 2009 in der Rolle der Mia Asmundson in der Inga-Lindström-Verfilmung Das Erbe von Granlunda.
Marlies Engel ist außerdem als Sprecherin für Hörbücher tätig. Sie las unter anderem Märchen und Kindergeschichten und die auf der ProSieben-Serie Galileo Mystery basierenden Hörbücher.

## Filmografie (Auswahl)
- 1967: Wenn der junge Wein blüht
- 1973: Bauern, Bonzen und Bomben
- 1974: Hamburg Transit – Der kleine Bruder
- 1975: Tadellöser & Wolff
- 1975: Nach der Scheidung
- 1977: Der Fall Winslow
- 1978: Tatort – Der Mann auf dem Hochsitz
- 1978: Geschichten aus der Zukunft (Fernsehserie)
- 1979: St. Pauli-Landungsbrücken (Fernsehserie, eine Folge)
- 1979: Timm Thaler
- 1982: Blut und Ehre – Jugend unter Hitler
- 1985: Paulchen
- 1985: Ein Fall für TKKG
- 1989: Peter Strohm
- 1989: Die Männer vom K3: Diamanten machen Freunde
- 1991: Die Wicherts von nebenan (Fernsehserie)
- 1992: Großstadtrevier
- 1992: Der Landarzt
- 1994: Adelheid und ihre Mörder
- 1994: Elbflorenz
- 1995: Gegen den Wind
- 1996: Mona M. – Mit den Waffen einer Frau
- 1996: Freunde fürs Leben
- 1997–2005: Alphateam – Die Lebensretter im OP
- 2006: Eine Robbe zum Verlieben
- 2007: Eine Robbe und das große Glück
- 2009: Inga Lindström – Der Erbe von Granlunda